# 1788

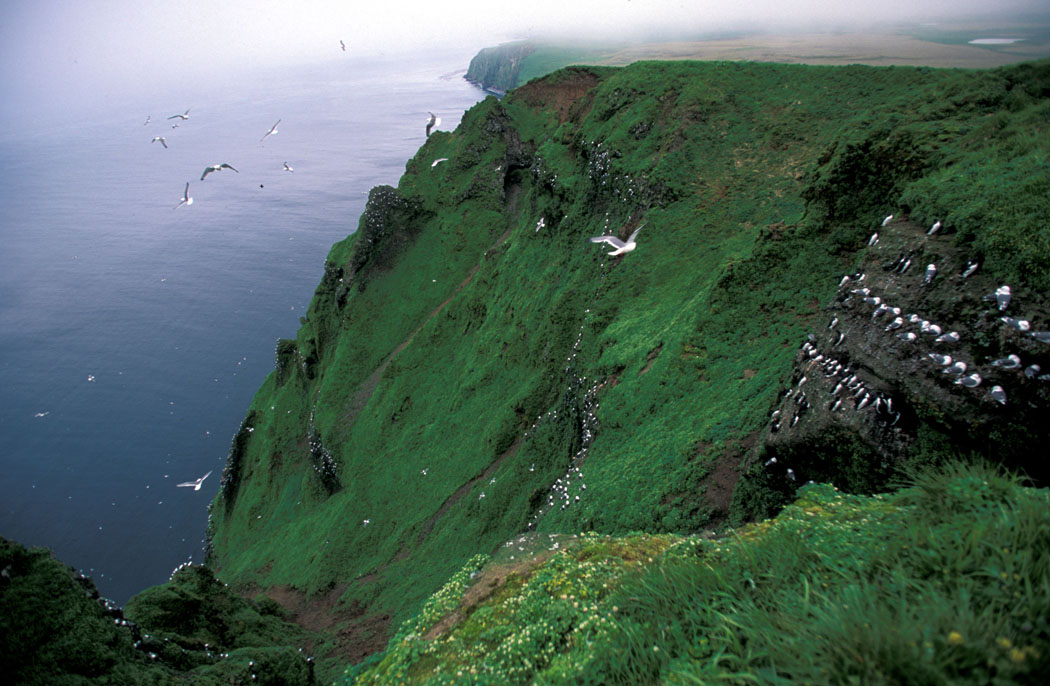
Een kolonie roodpootdrieteenmeeuwen op St George, een van de Pribilofeilanden

Het jaar 1788 is het 88e jaar in de 18e eeuw volgens de christelijke jaartelling.

## Gebeurtenissen
januari
- 1 - The Daily Universal Register verandert van naam en heet voortaan The Times.
- 2 - Georgia ondertekent als vierde staat de Grondwet van de Verenigde Staten.
- 26 - Kapitein Arthur Phillip, van de Eerste Vloot, eist formeel de kolonie New South Wales op voor Groot-Brittannië, dit wordt in Australië gevierd als Australia Day.

februari
- 19 - Aanhangers van Rousseau richten in Frankrijk de Société des amis des Noirs op, met als doel de afschaffing van de slavernij.

maart
- 4 - In Gouda worden negen nieuwe bestuurders benoemd ter vervanging van de weggezonden Patriotten.

april
- 26 - Een groep kolonisten in New South Wales onder aanvoering van Arthur Phillip ontdekt de Blue mountains, en geeft die deze naam.
- 28 - Maryland ratificeert als zevende staat de Grondwet van de Verenigde Staten.

juni
- 14 - De achttienjarige luitenant Napoleon Bonaparte keert bij zijn artillerieregiment terug (na een afwezigheid van eenentwintig maanden) dat in Auxonne gestationeerd is.

augustus
- Onder dreiging van een staatsbankroet roept koning Lodewijk XVI van Frankrijk voor volgend jaar mei de Staten-Generaal bijeen. De afgevaardigden van de Standen zijn bijna anderhalve eeuw niet samengekomen.

september
- 13 - New York wordt voorlopig hoofdstad van de Verenigde Staten van Amerika.

oktober
- 31 - Opening van het gebouw van het genootschap voor kunsten en wetenschappen Felix Meritis in Amsterdam.

november
- 23 - Begin van de strengste winter sinds in 1706 in Nederland met metingen werd begonnen.
- 28 - Karel Christiaan van Nassau-Weilburg wordt opgevolgd door zijn zoon Frederik Willem.

december
- 22 - Caspar van Breugel publiceert een anoniem traktaat, getiteld: Korte bedenkingen over een nieuw te doene aanschrijving van belastingen in de vier Quartieren van de Meyerye. Hierin ontvouwt hij een belastingstelsel voor de meierij van 's-Hertogenbosch, waarbij de diverse dorpen naar draagkracht zouden moeten bijdragen. Zo zou een rechtvaardiger systeem ontstaan dan tot dan toe gebruikelijk was.

zonder datum
- De Russische zeevaarder Gavriil Pribylov ontdekt in de Beringzee de eilanden St. George en St. Paul. Later zal deze eilandengroep naar hemzelf genoemd worden.

## Muziek
- 26 juni - Wolfgang Amadeus Mozart voltooit de 39e symfonie.
- 25 juli - Mozart voltooit de 40e symfonie.
- 10 augustus - Mozart voltooit de 41e symfonie "Jupiter".
- Domenico Cimarosa componeert La felicità inaspettata
- Antonio Salieri componeert de Kaisermesse in C gr.t.
- Christian Cannabich componeert de opera Le croisée

## Beeldende kunst

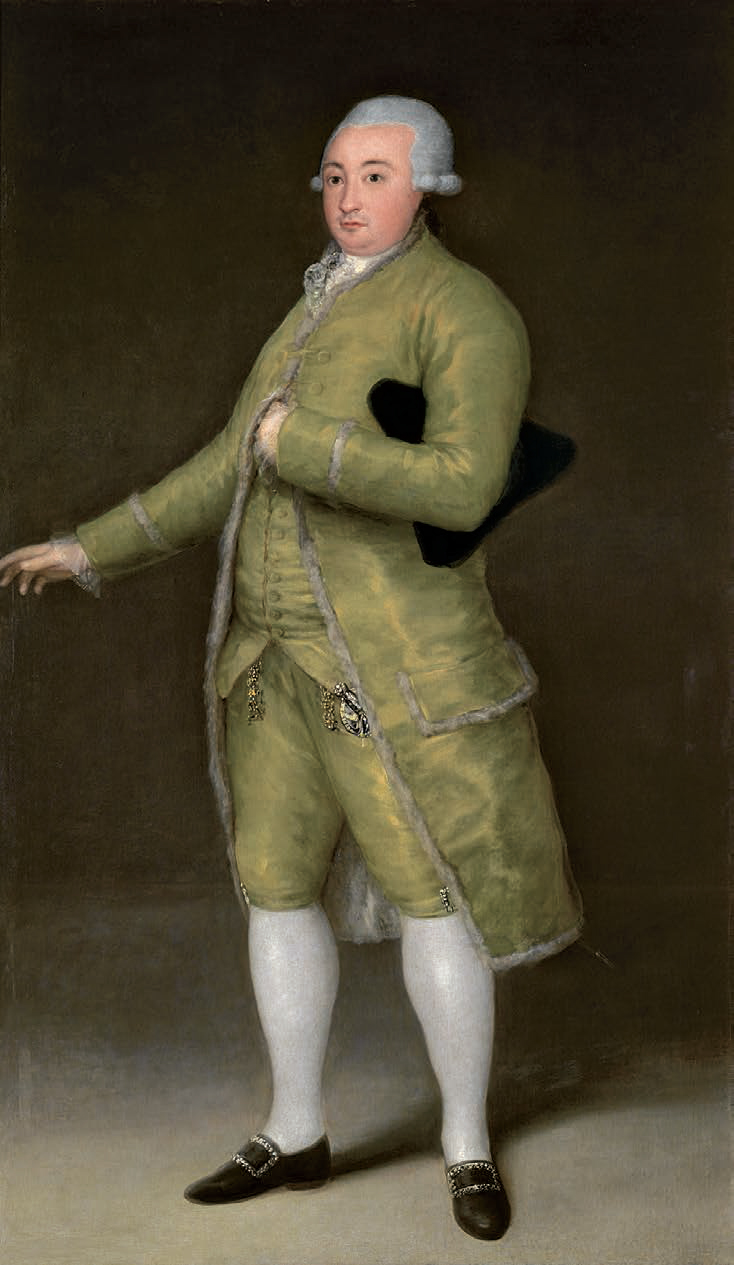
Francisco Cabarrús (1788), Francisco Goya, Banco de España

## Bouwkunst

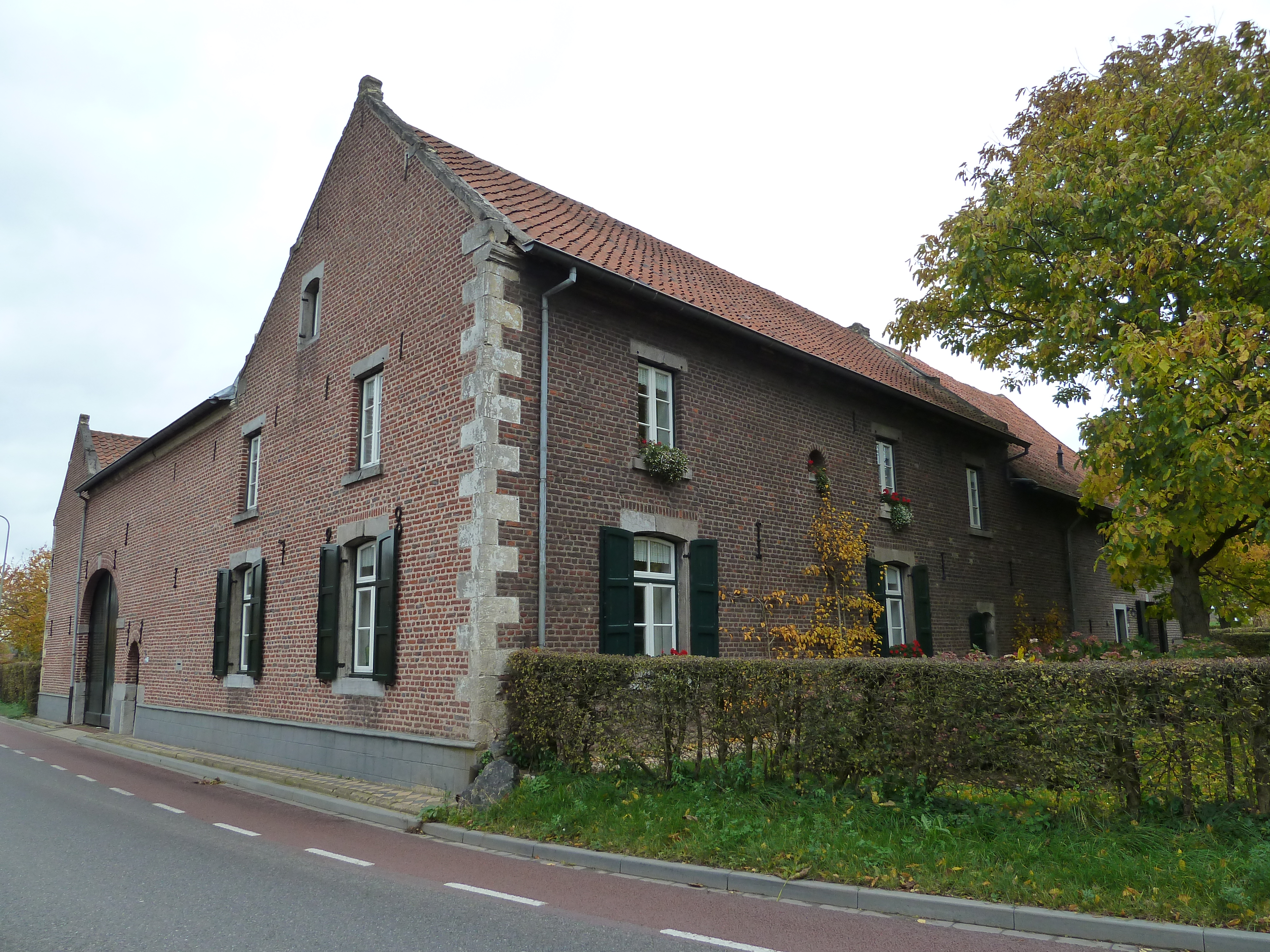
Boerderij, Oensel (1788)